# HD 64042
HD 64042，又名CD-24 6060，SAO 174658、HR 3060，是一颗恒星，视星等为6.45，位于銀經241.37，銀緯1.08，其B1900.0坐标为赤經7h 46m 46.6s，赤緯-24° 1.08′ 23″。